# Dinkelsbächel
Das Dinkelsbächel ist ein knapp 2 km langer Zufluss des Schwarzbaches.

## Verlauf
Das Dinkelsbächel entspringt in der Dinkelsbachquelle zwischen Galgenberg und Dinkelsberg. Es fließt nach Süden, seiner Hauptfließrichtung, die der Bach bis zu seiner Mündung beibehält. Das Dinkelsbächel mündet schließlich südlich des als Naturdenkmal eingestuften Seelenfelsen in den Schwarzbach.

## Charakter
Das Dinkelsbächel entwässert den Wadgasser Wald, den Dinkelsberg und den Dreisommerberg. Zudem markiert sein Verlauf die Gemarkungsgrenze zwischen Waldfischbach-Burgalben und Heltersberg.

## Infrastruktur
Wanderwege entlang des Dinkelsbächels führen zum Drei-Sommer-Berg und nach Waldfischbach-Burgalben.